# La Crosse
För andra betydelser, se La Crosse (olika betydelser).
La Crosse är huvudort i La Crosse County, Wisconsin, USA. 2020 hade staden 52 680 invånare.
Officiell status som stad erhölls 1856, men La Crosse hade tjänat som bosättning för invandrare i cirka 200 år dessförinnan. Lokala indianstammar har befolkat området sedan urminnes tider då området har åtskilliga flodförgreningar.
Staden ligger inkilad mellan en kedja branta berg (bluffs) med Grandad Bluff som tydligaste landmärke i öster och Mississippifloden i väster. Samhället sluttar lätt ned i ett par kilometer från bergen mot floden,
La Crosse kan generellt delas upp i tre stadsdelar.
Northside och French Island har traditionellt varit, och är än idag, ett arbetarområde med sämre underhållna byggnader.
Downtown och Central La Crosse domineras av stadens cirka 15 000 universitetsstudenter. Historiska downtown är administrativt centrum för både staden och countyt men är även känt för att ha varit världens mest bartäta område med över hundra barer inhysta längs en och samma gata (3d Street). På 1990-talet togs beslut om en innerstadsreglering och många byggnader revs, men ännu idag drivs mellan 30 och 40 barer över fyra kvarter längs 3d Street. Centrala La Crosse stoltserar med paradgatan Cass Street och dess många kråkslott och dyra privatbostäder. Gatan mynnar ut i en av två parallella broar som förbinder Wisconsin och Minnesota.
Southside utgörs i huvudsak av villaområden och är hem åt många familjer ur medelklassen. Gränsen mellan Southside och Central La Crosse utgörs av Jackson Street vid Viterbo University och är ett av stadens områden som har upplevt en utveckling mot att förslummas.
En stor del av invånarna är katoliker vilket manifesteras i katedralen S:t Joseph the Workman samt sjukhuset Fransiscan Skemp.